# Petra Majdič
Petra Majdič (Liubliana, Yugoslavia, 22 de diciembre de 1979) es una deportista eslovena que compitió en esquí de fondo.
Participó en tres Juegos Olímpicos de Invierno, obteniendo una medalla de bronce en Vancouver 2010, en la prueba de velocidad individual, el séptimo lugar en Salt Lake City 2002 y el octavo en Turín 2006, en los 10 km.
Ganó dos medallas en el Campeonato Mundial de Esquí Nórdico, plata en 2007 y bronce en 2011.
En 2010 recibió la Orden Dorada del Mérito. Fue nombrada «Deportista femenina del año» en su país en tres ocasiones: 2006, 2007 y 2009.

## Palmarés internacional
| Juegos Olímpicos   | Juegos Olímpicos   | Juegos Olímpicos  | Juegos Olímpicos     |
| Año                | Lugar              | Medalla           | Prueba               |
| ------------------ | ------------------ | ----------------- | -------------------- |
| 2010               | Vancouver (Canadá) | Medalla de bronce | Velocidad individual |
| Campeonato Mundial |                    |                   |                      |
| Año                | Lugar              | Medalla           | Prueba               |
| 2007               | Sapporo (Japón)    | Medalla de plata  | Velocidad individual |
| 2011               | Oslo (Noruega)     | Medalla de bronce | Velocidad individual |